# Senchus fer n-Albán
El Senchus fer n-Alban (La història dels escocesos) és un text medieval en irlandès antic que se suposa que va ser compilat al segle x. Podria derivar de documents anteriors del segle vii que degueren ser escrits en llatí. Enumera les genealogies dels reis de Dál Riata i un cens dels regnes inclosos.

## Els manuscrits
El Senchus es conserva en una sèrie de manuscrits, dels quals el més important pertangué a Dubhaltach Mac Fhirbhisigh i més tard a Edward Lhuyd. És el Ms. H.2.7, a hores d'ara al Trinity College Dublin, i fou compilat al segle xiv per Lúcás O Dalláin, probablement en col·laboració amb Seán Mór O Dubhagáin (que va morir el 1372), poeta famós i historiador de l'Uí Maine. Aquest manuscrit es considerà part del Book of Uí Maine, però això ara es descarta. Altres còpies se'n troben en el Book of Ballymote (1384x1406), el Book of Lecan (anterior a 1418), i en les compilacions genealògiques de Mac Fhirbhisigh del segle xvii.
El Senchus és un document relativament curt, amb 70 o 80 línies, segons les variants. El Genelaig Albanensium n''és un afegit, i conté les genealogies de Malcolm II d'Escòcia i de Constantí III d'Escòcia, reis d'Alba, i d'Ainbcellach mac Ferchair i altres reis de Dál Riata.

## Les genealogies i el seu valor històric
La majoria de versions del Senchus segueixen el mite tardà dels orígens de Dál Riata i comencen amb Eochaid Muinremar i els fills d'Erc, Fergus Mòr entre ells. La versió de Mac Fhirbhisigh del Senchus comença amb el mite més primerenc, i remunta Dál Riata fins a Síl Conairi i Cairpre Riata (Rígfhota), fill de Conaire Mòr o Conaire Cóem, que podria ser el Reuda referit per Beda en la Historia ecclesiastica gentis Anglorum. El Genelaig Albanensium i les genealogies semblants del manuscrit Rawlinson B 502 impliquen que Cairpre Riata era un avantpassat de la desena o quinzena generació de Fergus Mòr Mac Earca.
El valor històric del Senchus recau sobretot en les darreres seccions, que inclouen els reis històrics de Dál Riata —el mite acaba i la història comença en el regne de Conall Mac Comgaill a mitjan segle vi. El darrer rei identificat en les genealogies del Senchus és Conall Crandomna, mort al voltant de l'any 660.
El Senchus enumera les divisions de Dál Riata: el Cenél nGabráin, el Cenél Loairn, i el Cenél nÓengusa, així com les seues obligacions cap al servei militar, en un temps en què sembla que el Cenél Comgaill era part del Cenél nGabráin. Aquestes divisions poden no ser massa antigues, i les llistes proveïdes no són totalment acceptades. Les llistes del Senchus no impliquen llaços familiars ni obligacions militars respecte a les terres irlandeses que, d'haver-hi hagut, podrien haver format part de Dál Riata. Una curiositat del Senchus és la presència d'Airgíalla -una federació i regne irlandés- a les terres del Cenél Loairn. No s'hi aclareix si aquests representen assentaments d'Irlanda, o simplement gent a la qual s'aplicava el nom de "clients addicionals".

## Bigliografia
- Anderson, Alan Orr, Early Sources of Scottish History A.D. 500 to 1286, volume one. Reprinted with corrections, Stamford: Paul Watkins, 1990. ISBN 1-871615-03-8.
- Bannerman, John, Studies in the History of Dalriada. Edinburgh: Scottish Academic Press, 1974. ISBN 0701120401.
- Sharpe, Richard, "The thriving of Dalriada" in Simon Taylor (ed.), Kings, clerics and chronicles in Scotland 500–1297. Dublin: Four Courts, 2000. ISBN 1-85182-516-9.
- Lucius Gwynn, "De Síl Chonairi Móir", in Ériu 6 (1912): 130-43. Summary by Dan M. Wiley
- Michael A. O'Brien (ed.) with intro. by John V. Kelleher, Corpus genealogiarum Hiberniae. DIAS. 1976. / partial digital edition: Donnchadh O Corráin (ed.), Genealogies from Rawlinson B 502. University College Cork: Corpus of Electronic Texts. 1997.
- Donnchadh O Corráin (ed.), Genealogies (H.2.7) (still unpublished)
- T. F. O'Rahilly, Early Irish History and Mythology. Dublin Institute for Advanced Studies. 1946.